# Chiesa di San Luigi Grignion de Montfort
La Chiesa di San Luigi Grignon de Montfort è una chiesa cattolica, situata nel quadrante nord-occidente di Roma, in viale dei Monfortani.

## Storia
Essa fu fondata, su progetto dell'architetto Francesco Romanelli, alla fine degli anni sessanta del XX secolo e consacrata dal cardinale vicario Angelo Dell'Acqua il 30 giugno 1970.
La chiesa è sede parrocchiale, eretta il 24 settembre 1962 con il decreto del cardinale vicario Clemente Micara Cum in suburbana, ed affidata ai sacerdoti della Compagnia di Maria (detti Monfortani). Essa è sede del titolo cardinalizio di "San Luigi Grignion de Montfort", istituito da papa Giovanni Paolo II il 28 giugno 1991.

## Descrizione
L'esterno della chiesa è in laterizio, con una fila di finestre che corre sotto il tetto. L'interno è a pianta quadrangolare, con cappelle ai lati dedicate a San Giuseppe e alla Vergine. L'altare maggiore è dominato da una grande vetrata policroma, che dà luce all'interno.